# Reich Der Träume
Reich Der Träume - Raritaten Teil I è un album antologico della cantante tedesca Nico, pubblicato nel 2002.

## Tracce
1. Reich der Träume -
2. All Tomorrow's Parties
3. Lied vom Einsamen Mädchen
4. Femme Fatale
5. 60/40
6. My Funny Valentine
7. Win a Few
8. Saeta (live)
9. Fearfully in Danger
10. We've Got the Gold
11. Mütterlein
12. Afraid
13. Your Voice
14. Sound
15. Orly Fight
16. Saeta